# Robert J. Lombardo
Robert J. Lombardo C.F.R., né le 4 septembre 1957, est un prêtre américain de l’Église catholique nommé  évêque auxiliaire de l’archidiocèse de Chicago en 2020.

## Biographie
Robert Joseph Lombardo est né le 4 septembre 1957 à Stamford, Connecticut, dans le diocèse de Bridgeport et a obtenu son baccalauréat en administration des affaires en comptabilité de l'Université de Notre-Dame-du-Lac, en Indiana, en 1979. De 1979 à 1980, il a travaillé en comptabilité publique chez PricewaterhouseCoopers. Il a ensuite obtenu une maîtrise en divinité de la Maryknoll School of Theology d'Ossining, New York, en 1987, et une maîtrise en conseil pastoral de l'Iona College de New Rochelle en 1990.
En 1980, il entre dans l'Ordre des Frères Mineurs Capucins , prononçant ses vœux perpétuels en 1986. Il est missionnaire au Honduras et en Bolivie (1984), en service au sein de l'Église Notre-Dame-des-Douleurs de New York à Manhattan, de 1985 à 1987, et fondateur du "Padre Pio Shelter for Homeless Men in the Bronx" (1987-1990). En 1987, il cofonde la Communauté des Frères Franciscains du Renouveau (C.F.R.).
Il est ordonné prêtre pour les Frères franciscains du renouveau le 12 mai 1990 par le cardinal John Joseph O'Connor à la Cathédrale Saint-Patrick de New York dans l'archidiocèse de New York.
Après son ordination, il occupe les postes suivants : fondateur et directeur de la résidence Saint Anthony (1990-2004) et Saint Anthony Shelter dans le Bronx (New York (1993-2004); directeur de la clinique dentaire/médicale gratuite de Saint Anthony dans le Bronx (1998-2004); et Vicaire de la Communauté (1999-2004).
À Chicago, il est directeur du Centre Missionnaire Notre-Dame des Anges (depuis 2005), membre de la Coalition pour les sans-abris de Chicago (2008-2010) et membre de l'Institut sur la vie religieuse (2010). En 2010, il fonde la communauté des Franciscains de l’Eucharistie de Chicago. De 2015 à aujourd'hui, il a été Vicaire.
Le pape François nomme Robert J. Lombardo évêque auxiliaire pour l’archidiocèse de Chicago le 11 septembre 2020. Le 13 novembre 2020, Lombardo est consacré évêque.